# La vittoria dei cattivi
La vittoria dei cattivi è il secondo album in studio dei Soerba, edito nel 2001 dall'etichetta Mescal/Sony.

## Tracce
1. Ai miei tempi
2. Don’t think, love
3. Supercar
4. La bellezza
5. La vittoria dei cattivi
6. Chi fa da sé
7. Balla
8. 50 AB 008
9. Misterioso
10. Stupid man
11. Mangiare sano
12. 50 AB 006
13. L’erba del vicino
14. Se ci pensi bene
15. 50 AB 007